# Đau đầu từng cơn
Đau đầu từng cơn, đau đầu theo chu kỳ, đau nhức đầu cơn chu kỳ, đau đầu theo cụm (tiếng Anh: cluster headache - CH) là một rối loạn thần kinh đặc trưng bởi những cơn đau đầu dữ dội tái phát ở một bên đầu, điển hình là quanh mắt.  Thường có chảy nước mắt đi kèm, nghẹt mũi hoặc sưng quanh mắt ở phía bị ảnh hưởng. Những triệu chứng này thường kéo dài 15 phút đến 3 giờ. Các cơn đau đầu này thường xảy ra trong các cụm thường kéo dài hàng tuần hoặc hàng tháng và đôi khi hơn một năm.
Nguyên nhân chưa rõ. Các yếu tố rủi ro bao gồm tiền sử tiếp xúc với khói thuốc lá và tiền sử gia đình mắc bệnh này.  Phơi nhiễm có thể kích hoạt các cuộc tấn công bao gồm rượu, nitroglycerin và histamine.  Chúng là là một rối loạn đau đầu tiên của loại cephalacheias độc lập ba đầu.  Chẩn đoán dựa trên các triệu chứng thu thập được.
Trị liệu được đề xuất bao gồm thay đổi lối sống như tránh các tác nhân tiềm ẩn.  Phương pháp điều trị cho các cơn đau đầu cấp tính bao gồm oxy hoặc triptan tác dụng nhanh. Các biện pháp được khuyến nghị để giảm tần suất các cuộc tấn công bao gồm tiêm steroid, civamide hoặc verapamil. Kích thích thần kinh hoặc phẫu thuật đôi khi có thể được sử dụng nếu các biện pháp khác không hiệu quả.
Tình trạng này ảnh hưởng đến khoảng 0,1% dân số nói chung tại một số thời điểm trong cuộc đời của họ và 0,05% trong bất kỳ năm nào.  Chứng đau đầu này thường xảy ra đầu tiên trong khoảng từ 20 đến 40 tuổi. Đàn ông bị ảnh hưởng khoảng bốn lần thường xuyên hơn phụ nữ. Đau đầu từng cơn được đặt tên cho sự xuất hiện của các nhóm đau đầu (đau đầu theo cụm). Chúng cũng được gọi là "đau đầu tự tử".

## Dấu hiệu và triệu chứng
Đau đầu từng cơn là các cơn tái phát cơn đau đầu đơn phương nghiêm trọng. Thời gian của một cơn đau đầu theo cơn điển hình nằm trong khoảng từ 15 đến 180 phút. Khoảng 75% các lần đau đầu không được điều trị kéo dài dưới 60 phút.
Bắt đầu của một cơn đau đầu là nhanh chóng và thường không có báo trước. Cảm giác sơ bộ về cơn đau trong khu vực đau đầu nói chung, được gọi là "bóng tối", có thể báo hiệu một lần đau đầu theo cụm sắp xảy ra, hoặc các triệu chứng này có thể kéo dài sau khi một cơn đau đầu đã qua, hoặc giữa các cơn đau. Mặc dù đau đầu từng cơn hoàn toàn đơn phương, nhưng có một số trường hợp được ghi nhận là "dịch chuyển nửa đầu" giữa các giai đoạn đau đầu theo cụm, hoặc, hiếm khi, đồng thời (trong cùng một giai đoạn cụm) đau đầu theo cụm cả hai bên đầu.